# Alto Alentejo (sub-região)

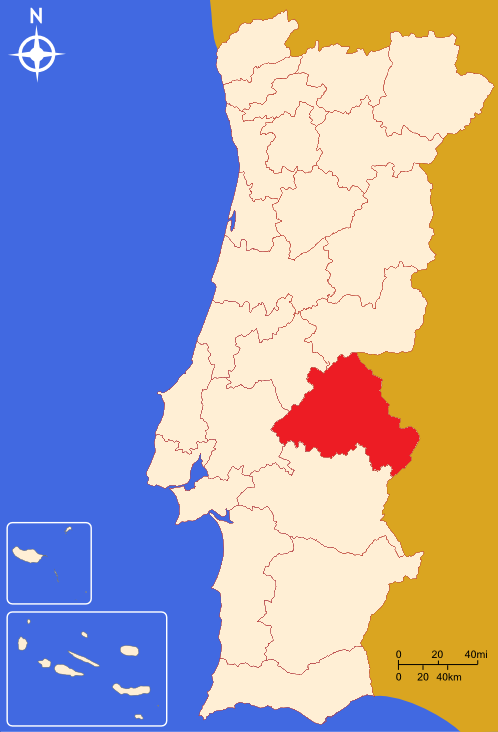
Localização da sub-região do Alto Alentejo

O Alto Alentejo é uma sub-região portuguesa situada no centro-leste do país, pertencendo à região do Alentejo. Tem uma extensão total de 6.230 km2, 104.930 habitantes em 2021 e uma denisdade populacional de 17 habitantes por km2.
O Alto Alentejo é composto por 15 municípios e 69 freguesias, sendo a cidade de Portalegre a cidade administrativa e a segunda maior cidade da sub-região com 14.318 habitantes na sua área urbana. A maior cidade da sub-região é Elvas com 16 084 habitantes no seu centro urbano. O maior município é o de Portalegre com mais de 22 mil habitantes, seguido de Elvas com cerca de 21 mil habitantes.
Existem apenas 3 municípios com categoria de cidade: Elvas, Portalegre e Ponte de Sor. 

## Municípios
Compreende 15 municípios:
- Alter do Chão (Vila)
- Arronches (Vila)
- Avis (Vila)
- Campo Maior (Vila)
- Castelo de Vide (Vila)
- Crato (Vila)
- Elvas (Cidade)
- Fronteira (Vila)
- Gavião (Vila)
- Marvão (Vila)
- Monforte (Vila)
- Nisa (Vila)
- Ponte de Sor (Cidade)
- Portalegre (Cidade)
- Sousel (Vila)

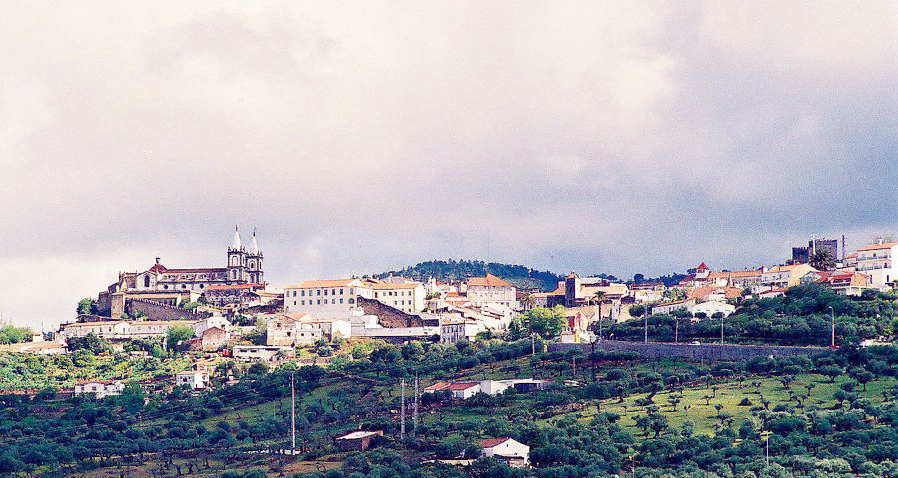
Vista de Portalegre, capital do distrito que praticamente coincide com o Alto Alentejo

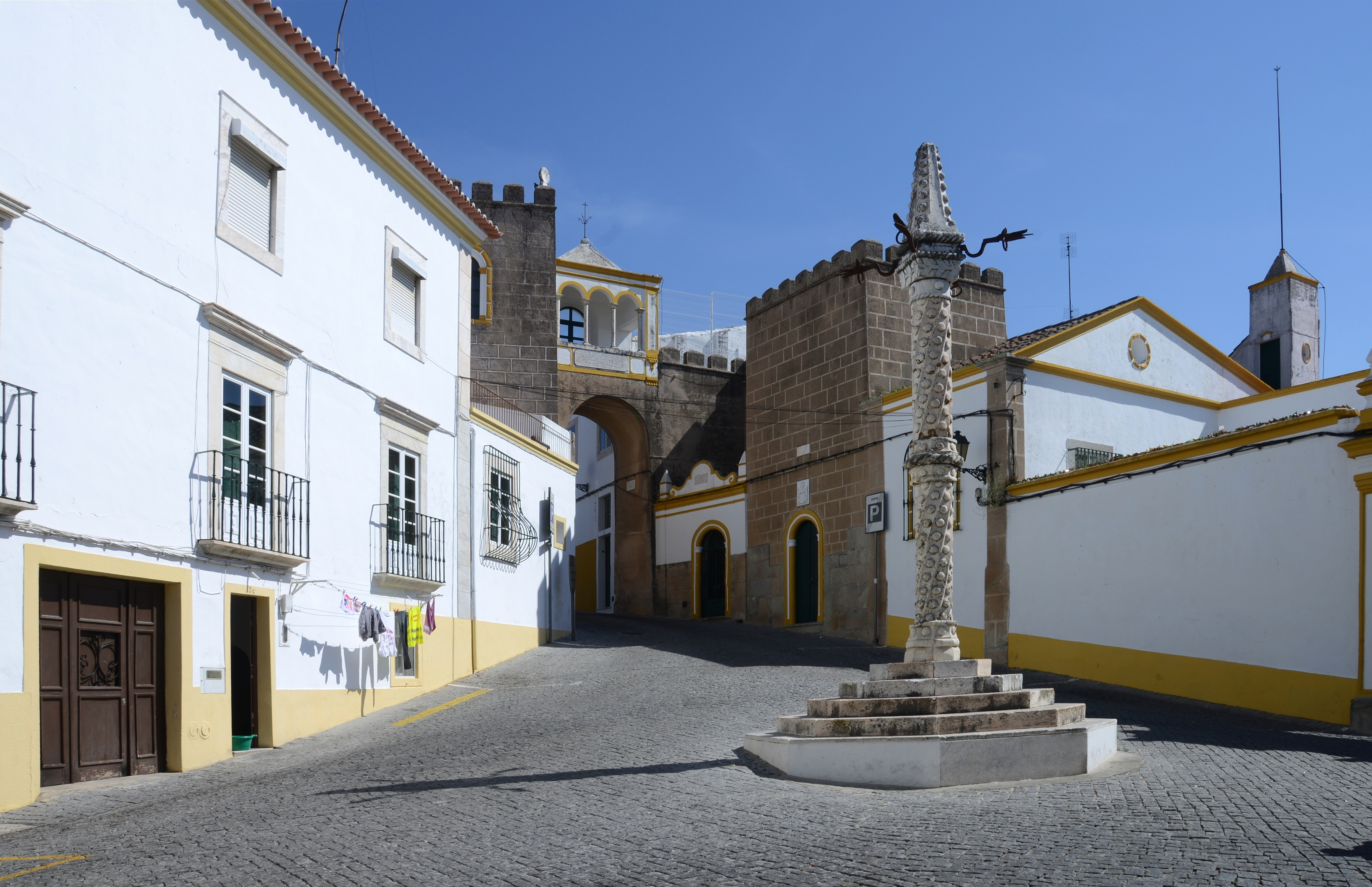
Centro histórico de Elvas, cidade Património da Humanidade

Os principais núcleos urbanos são as cidades de Elvas (16 084 habitantes), Portalegre (14 318 habitantes), Ponte de Sor (8 700 habitantes) e a vila de Campo Maior (7 800 habitantes).

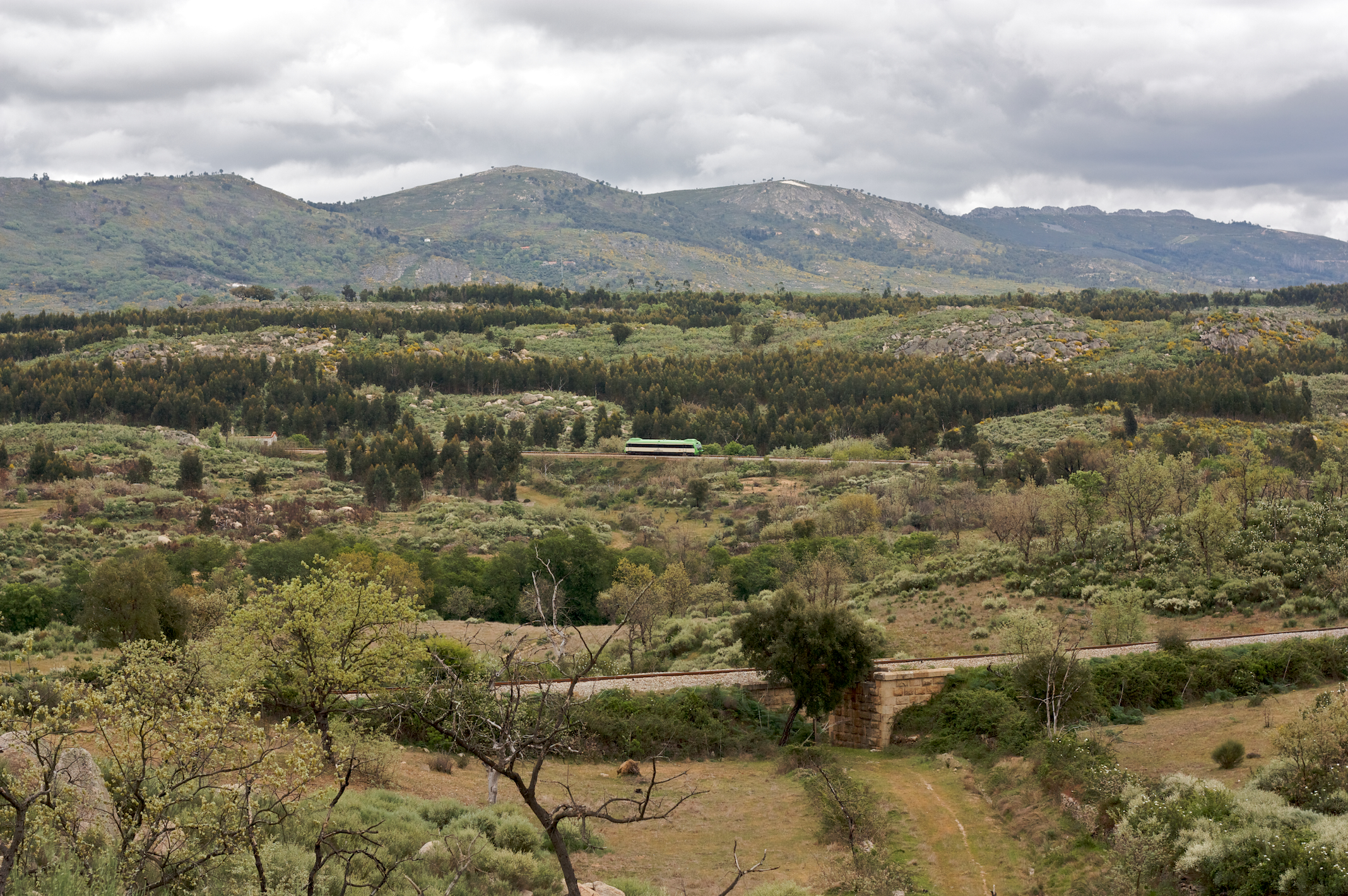
Serra de São Mamede, no concelho de Castelo de Vide

## Questão de Olivença
Olivença, município pertencente de facto à comunidade espanhola da Estremadura, e de jure à região portuguesa do Alto Alentejo, é reivindicada por Portugal desde o século XIX, pelo qual existe uma corrente de opinião que advoga que Olivença é um concelho português do Alto Alentejo.